# Cuisine qiang (Tibétains)
Pour les articles homonymes, voir Cuisine qiang (Qiangs).
La cuisine qiang (chinois : 羌菜 ; pinyin : qiāng cài), ou chiang, est l'une des quatre cuisines tibétaines, représentant le Ngari et le Nagqu (Ngari Korsum), avec celle dite cuisine de l'Ü-Tsang (卫藏菜 / 衛藏菜, wèizàng cài) (en référence à l'Ü-Tsang) ou cuisine de Lhassa, représentant les villes-préfectures de Lhassa et de Shigatsé, ainsi que la préfecture de Shannan (Lhoka), la cuisine rong (荣菜, róng cài), représentant la ville-préfecture de Nyingchi et son Xian de Mêdog, et enfin, la cuisine de cour (西藏宫廷菜, xīzàng gōngtíng cài), cuisine réservée traditionnellement à l'aristocratie et aux officiers de haut rang,,,,,.
Il ne faut pas confondre la cuisine qiang de l'Ouest tibétain avec la cuisine qiang consommée par la minorité qiang habitant principalement dans le xian de Wenchuan et le xian de Mao, situés tous deux dans la préfecture autonome tibétaine et qiang d'Aba, province du Sichuan, à l'Est de la région autonome du Tibet, et en moindre mesure, dans la province de Guizhou. La confusion entre les deux peuples n'est pas nouvelle (voir Qiang (peuple historique)).
La cuisine qiang est faite pour des régions pastorales de haute altitude. Elle comporte notamment du fromage, du lait acidulé, du beurre et des produits bovins bouillis, ou encore de la gelée de jambe de jeune yak ou le sabot de bovin,,. Elle utilise notamment le fumet, lui conférant un goût unique, et s'attache particulièrement au accents salé, fade, frais, acidulé et parfumé, s'adaptant aux climats froid à frais des hautes montagnes.

## Ngari
Cette cuisine est salée, fraîche, aigre et délicieuse. Elle aide la population à s'adapter au climat froid des plateaux. Il existe des restaurants à Darchen et dans le village en bordure de lac, mais il n'y en pas sur le mont Kailash ni sur le lac Manasarovar.

## Nagqu
Dans le Nagqu, un ensemble de plats sont similaires à ceux de l'ensemble de la chine, avec des produits notamment faits de blé. On y consomme plus spécialement du thé au beurre, des produits non laitiers, du porc, du bœuf et du mouton.
- Viande séchée au vent (chinois : 风干肉 ; pinyin : fēnggān ròu), du mouton ou du bœuf peuvent être utilisés, ils sont représentatifs du caractère des Tibétains, ouverts, passionnés et libres.
- Fromages (chinois : 干酪 ; pinyin : gānlào). Il existe dans cette cuisine, deux types de fromages, le premier fait du lait après en avoir extrait le beurre, il se condense après avoir été bouilli, puis est pressé pour obtenir différentes formes. Le second est bouilli dans le beurre du lait, puis est séché avant d'être découpé en morceaux filiformes ou granulaires.
- Yaourt (chinois : 酸奶 ; pinyin : suānnǎi), utilisant la fermentation du lait.
- Vin tibétain (chinois : 藏酒 ; pinyin : zàngjiǔ), alcool titrant entre 20 et 30 degrés, tiré du blé ou de l'orge du Tibet après fermentation. Le xian de Mangkang et le xian de Yadong sont célèbres pour leurs vins.
- Thé au beurre (chinois : 酥油茶 ; pinyin : sūyóuchá), principale boisson du Tibet, il réchauffe en hiver, rassasie lorsque l'on a faim, et aide à supporter la fatigue. On l'offre aux invités et il est considéré impoli de le refuser.